# Everything Is Embarrassing
„Everything Is Embarrassing“ je píseň americké zpěvačky Sky Ferreiry. Vydána byla na jejím druhém EP Ghost v říjnu 2012. Již 30. srpna toho roku byla zveřejněna na internetu a následně 16. dubna 2013 vydána jako samostatný singl (digitální). Spolu se zpěvačkou jsou autory písně Dev Hynes a Ariel Rechtshaid. Rechtshaid je rovněž hlavním producentem písně, zatímco Hynes koproducentem. K písni byl natočen videoklip, který režíroval Grant Singer, a v němž Ferreira zpívá na různých místech v Los Angeles.